# Mantilly
Mantilly és un municipi francès situat al departament de l'Orne i a la regió de Normandia. L'any 2007 tenia 613 habitants.

## Demografia

### Població
El 2007 la població de fet de Mantilly era de 613 persones. Hi havia 264 famílies de les quals 88 eren unipersonals (40 homes vivint sols i 48 dones vivint soles), 100 parelles sense fills, 60 parelles amb fills i 16 famílies monoparentals amb fills.
La població ha evolucionat segons el següent gràfic:
Habitants censats

### Habitatges
El 2007 hi havia 395 habitatges, 274 eren l'habitatge principal de la família, 90 eren segones residències i 30 estaven desocupats. 389 eren cases i 3 eren apartaments. Dels 274 habitatges principals, 194 estaven ocupats pels seus propietaris, 75 estaven llogats i ocupats pels llogaters i 5 estaven cedits a títol gratuït; 4 tenien una cambra, 30 en tenien dues, 55 en tenien tres, 93 en tenien quatre i 92 en tenien cinc o més. 176 habitatges disposaven pel capbaix d'una plaça de pàrquing. A 179 habitatges hi havia un automòbil i a 56 n'hi havia dos o més.

### Piràmide de població
La piràmide de població per edats i sexe el 2009 era:
| Homes | Edats   | Dones |
| ----- | ------- | ----- |
| 0     | 95 o +  | 0     |
| 4     | 90 a 94 | 4     |
| 4     | 85 a 89 | 20    |
| 0     | 80 a 84 | 8     |
| 40    | 75 a 79 | 32    |
| 24    | 70 a 74 | 24    |
| 32    | 65 a 69 | 16    |
| 24    | 60 a 64 | 36    |
| 16    | 55 a 59 | 20    |
| 12    | 50 a 54 | 12    |
| 28    | 45 a 49 | 20    |
| 16    | 40 a 44 | 16    |
| 20    | 35 a 39 | 24    |
| 20    | 30 a 34 | 16    |
| 16    | 25 a 29 | 16    |
| 12    | 20 a 24 | 8     |
| 16    | 15 a 19 | 16    |
| 20    | 10 a 14 | 12    |
| 20    | 5 a 9   | 40    |
| 0     | 0 a 4   | 8     |

## Economia
El 2007 la població en edat de treballar era de 306 persones, 223 eren actives i 83 eren inactives. De les 223 persones actives 203 estaven ocupades (116 homes i 87 dones) i 20 estaven aturades (9 homes i 11 dones). De les 83 persones inactives 35 estaven jubilades, 20 estaven estudiant i 28 estaven classificades com a «altres inactius».

### Ingressos
El 2009 a Mantilly hi havia 259 unitats fiscals que integraven 547,5 persones, la mediana anual d'ingressos fiscals per persona era de 13.103 €.

### Activitats econòmiques
Dels 25 establiments que hi havia el 2007, 1 era d'una empresa extractiva, 4 d'empreses alimentàries, 4 d'empreses de construcció, 6 d'empreses de comerç i reparació d'automòbils, 2 d'empreses d'hostatgeria i restauració, 1 d'una empresa d'informació i comunicació, 1 d'una empresa financera, 5 d'empreses de serveis i 1 d'una empresa classificada com a «altres activitats de serveis».
Dels 7 establiments de servei als particulars que hi havia el 2009, 1 era un taller de reparació d'automòbils i de material agrícola, 1 paleta, 1 fusteria, 1 lampisteria, 1 perruqueria i 2 restaurants.
Dels 4 establiments comercials que hi havia el 2009, 1 era una botiga de més de 120 m², 1 una botiga de menys de 120 m², 1 una fleca i 1 una botiga de material de revestiment de parets i terra.
L'any 2000 a Mantilly hi havia 93 explotacions agrícoles que ocupaven un total de 2.726 hectàrees.

## Equipaments sanitaris i escolars
El 2009 hi havia una escola elemental.

## Poblacions més properes
El següent diagrama mostra les poblacions més properes.